# Санкт-петербургская телебашня
Са́нкт-петербу́ргская телеба́шня (полное наименование — Телевизио́нная ба́шня Ленингра́дского радиотелевизио́нного передаю́щего це́нтра — филиал «Санкт-Петербургского регионального центра» ФГУП «Российская телевизионная и радиовещательная сеть» (РТРС)) — стальная телебашня в Санкт-Петербурге, построенная в 1956—1962 годах для теле- и радиовещания на Ленинград и Ленинградскую область. Расположена на Аптекарском острове по адресу: улица Академика Павлова, дом 3. Являлась высочайшим инженерным сооружением города до 2017 года.
Архитектор — Заслуженный художник РСФСР Владимир Васильковский.

## История
В 1938 году в Ленинграде на улице Чапыгина на базе радиостанции РВ-70 был открыт Опытный Ленинградский Телевизионный Центр (ОЛТЦ), проработавший до войны. После её окончания восстановленный телецентр начал опытную работу в августе 1948 года, а постоянную — в январе 1949 года, вещание велось с телебашни высотой 121 метр, располагавшейся на улице академика Павлова. Но мощностей ОЛТЦ становилось недостаточно, поэтому в 1951 году был разработан проект строительства многопрограммного телецентра, к которому, согласно распоряжению Совета Министров СССР от 26 января 1952 года планировалось построить телебашню.
Проект башни был разработан архитектором Владимиром Васильковским, инженерное сопровождение проекта осуществлял институт «УкрНИИпроектстальконструкция», металлоконструкции для неё изготовлены на Днепропетровском заводе металлоконструкций. Первоначально предполагалось смонтировать башню на территории телецентра на улице Чапыгина, но на предоставленном участке не хватило места, так что башню перенесли на 600 метров, на заболоченный берег Большой Невки.
Строительство телебашни началось в 1953 году. Из-за плохих грунтов в месте строительства пришлось забить 250 железобетонных свай, длиной 24 м каждая, а на них залить 1500 м³ ростверка. Сборка несущей конструкции производилась поэтапно: сначала полые стальные стержни монтировали, скрепляя болтовыми соединениями, потом уже скрепленные части сваривали. Лифты для башни были изготовлены на Карачаровском заводе в Москве. Монтаж телебашни был закончен в ноябре 1962 года, а первая трансляция началась 23 февраля 1963 года. С 1 января 1964 года телебашня стала выполнять функции высотной метеостанции: на разных уровнях стали выполняться градиентные метеорологические измерения.
Ленинградская телебашня стала самым высоким сооружением в Европе: при высоте в 316 м она на 4 м превзошла Эйфелеву башню, имевшую на тот момент высоту 312 м. В стеклянном фонаре на высоте около 200 метров действовала смотровая площадка, но она достаточно скоро закрылась, не в последнюю очередь из-за малой пропускной способности лифтов, вмещавших по 3 человека каждый. Радиус эфирного покрытия для вещания с неё составлял порядка 100 км.
В августе 1986 года в рамках обновления передающего оборудования старая турникетная антенна при помощи вертолёта была демонтирована, а на её место установили щелевую антенну. В результате высота телебашни составила 310 м. В 1998 году специалисты «УкрНИИпроектстальконструкции» провели усиление некоторых узлов башни для планировавшейся установки нового, более тяжёлого оборудования. В том же году обсуждались планы строительства в основании башни куполообразного здания. Следующая модернизация прошла в 2001 году: в её рамках 17 декабря снова заменили антенну, как и в предыдущий раз, задействовав вертолёт. В конце 2002 года в качестве подарка городу на 300-летие от Деда Мороза на телебашне установлена художественная подсветка, в том числе три этажа «рюмки» получили подсветку в виде российского флага, а на её крыше были установлены вращающиеся прожекторы, светившие в небо. В июне 2008 года ко дню проведения саммита глав стран-членов СНГ и открытия 12-го Петербургского международного экономического форума была установлена новая архитектурно-художественная подсветка, состоящая из 62 цветодинамических светильников, освещающих башню с земли, и 6000 стробоскопов, смонтированных на конструкциях телебашни.

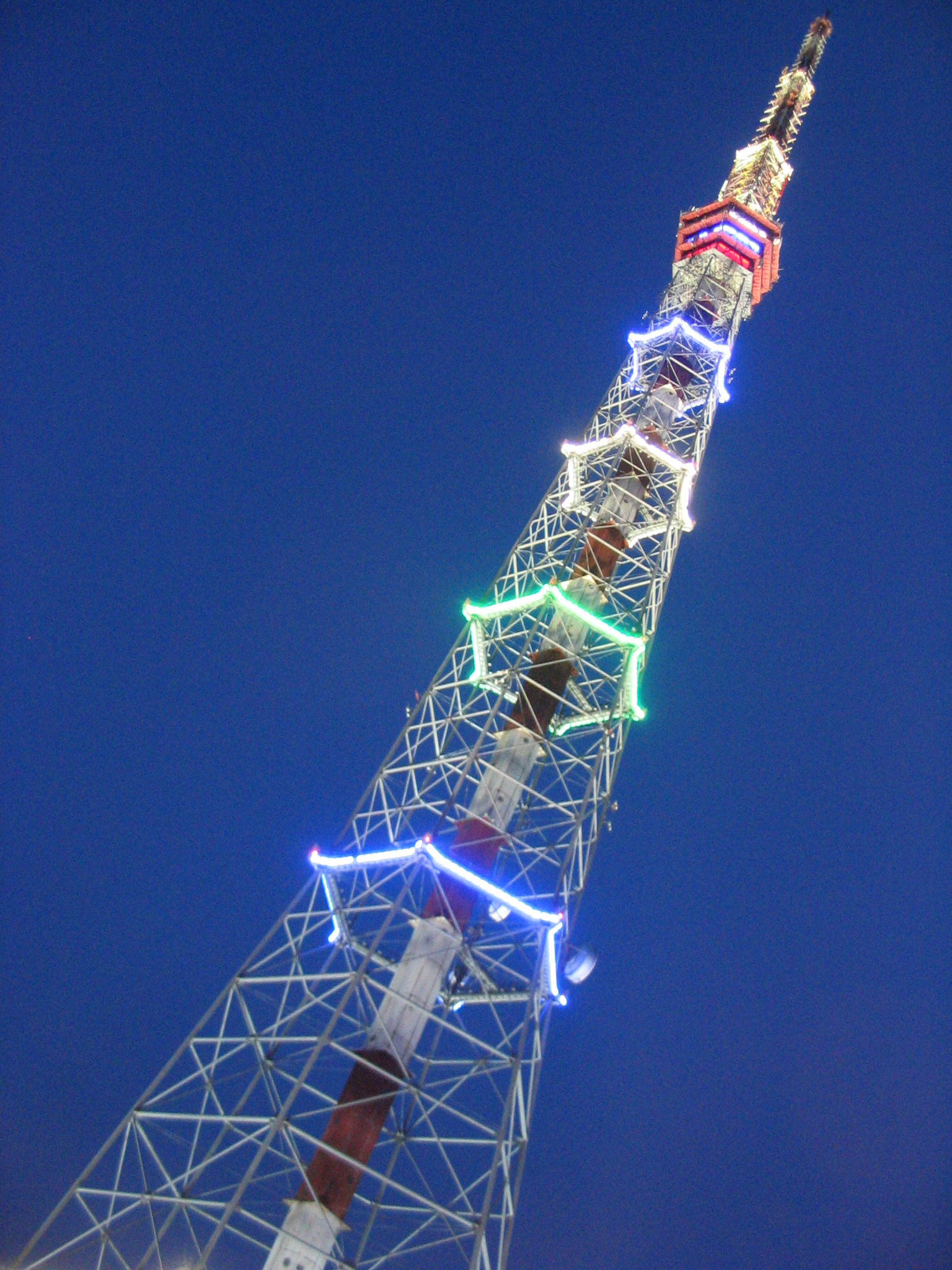
Первая подсветка телебашни
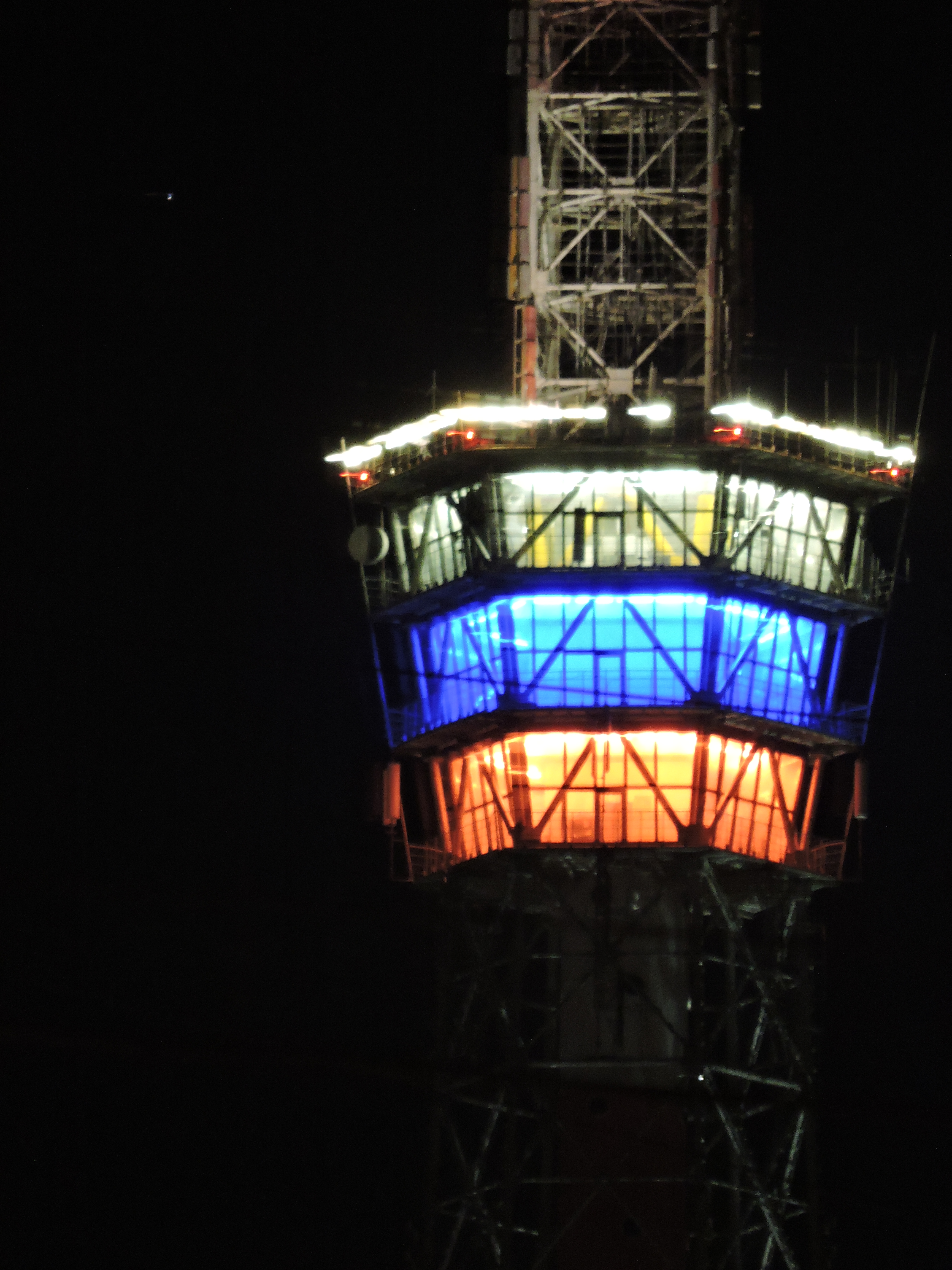
Трёхцветная подсветка «рюмки»
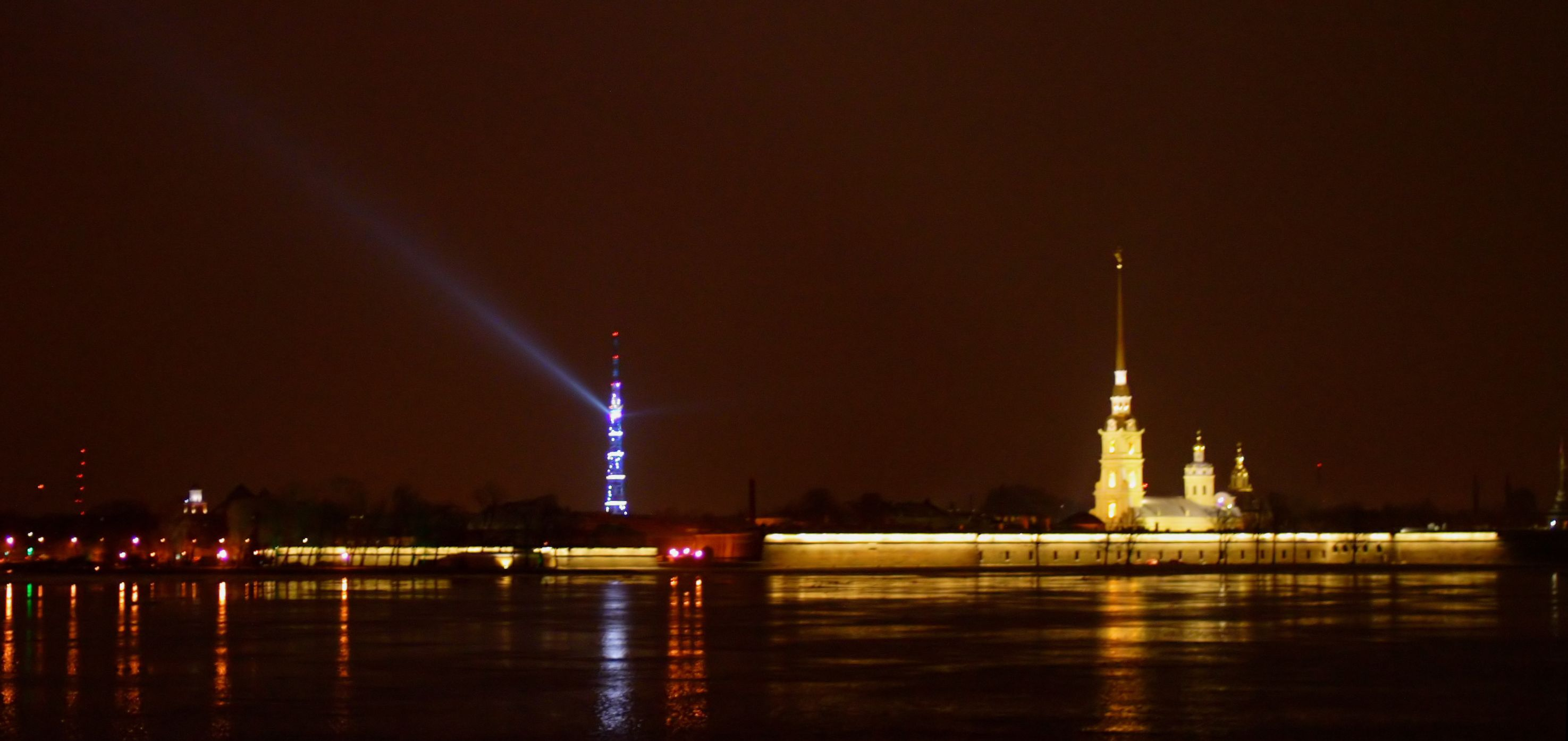
Телебашня с подсветкой и прожектором, 2009 год
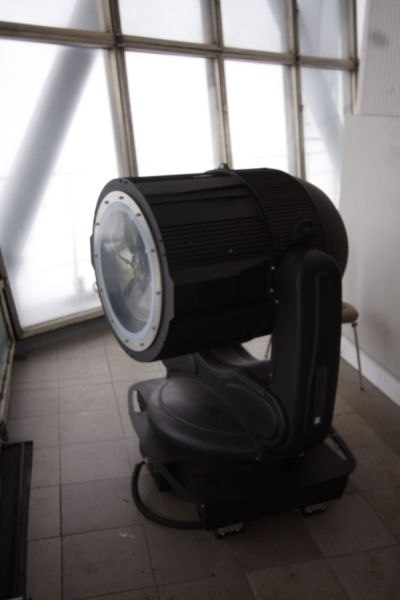
Прожектор телебашни, 2014 год

В 2010-х годах серьёзно пострадавшую от коррозии за полвека башню капитально отремонтировали. 28 июня 2011 года на башне установлена новая широкополосная антенна ДМВ-диапазона, обеспечивающая как аналоговую, так и цифровую передачу телевизионного сигнала, в результате высота башни достигла 326 м. 10 мая 2017 года строящийся небоскрёб «Лахта-центр» превзошёл телебашню по высоте. В 2019 году из-за недостатка бюджета при плановом ремонте подсветки башни лампы-вспышки, выработавшие свой ресурс, были демонтированы, а цветодинамическое освещение отключено. Открытие обновлённого освещения, выполненного из 644 линейных светильников, состоялось 19 декабря, сэкономленные средства было решено направить на освещение спальных районов города.

## Описание

### Расположение
Телебашня построена на Аптекарском острове, в квартале, ограниченном Аптекарским проспектом, Аптекарской набережной, проспектом Медиков и улицей Академика Павлова и имеет номер дома 3 по последнему. По тому же адресу расположено техническое здание, вмещающее в себя большую часть передающего оборудования.

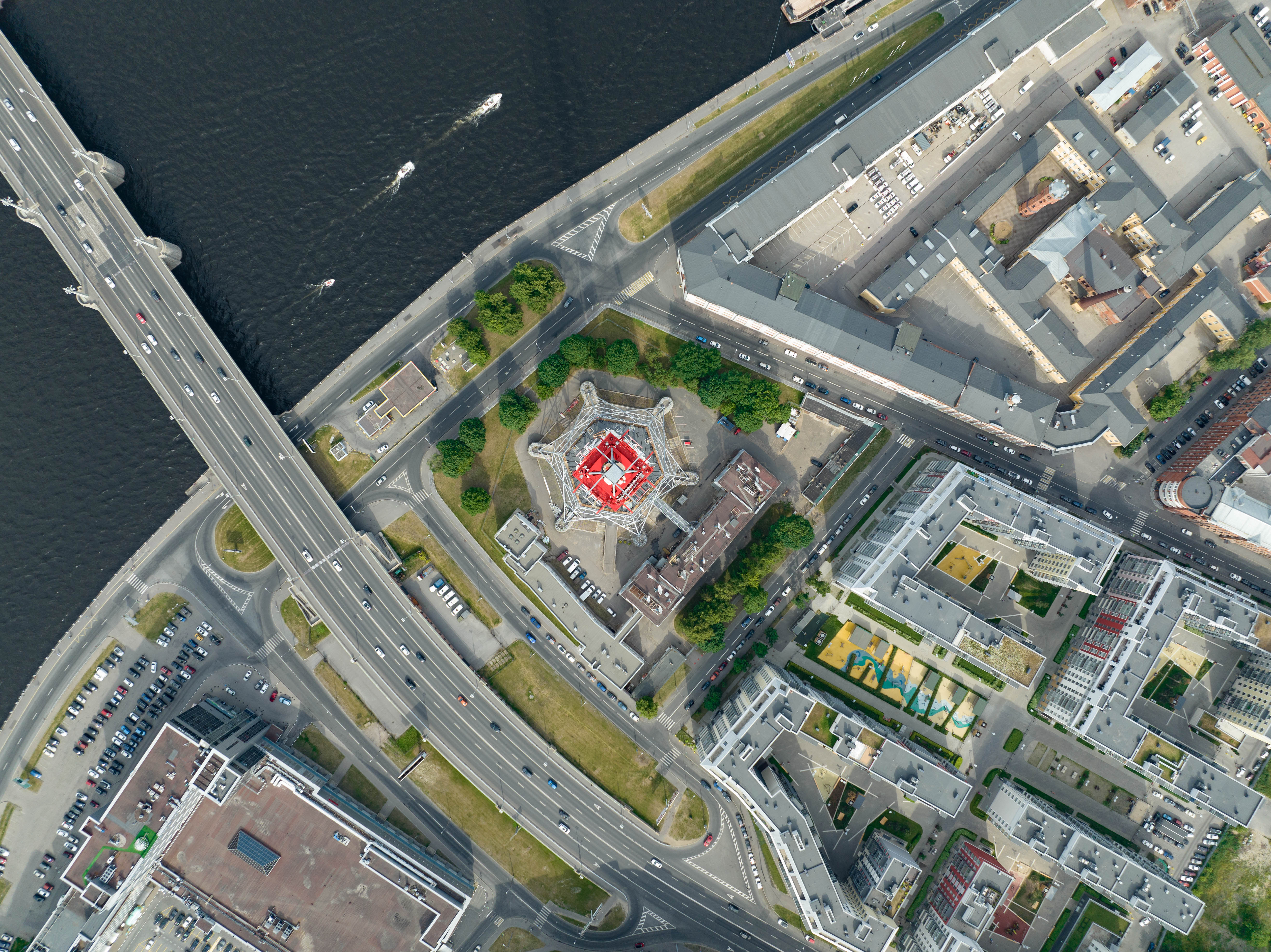
Вид на телебашню сверху
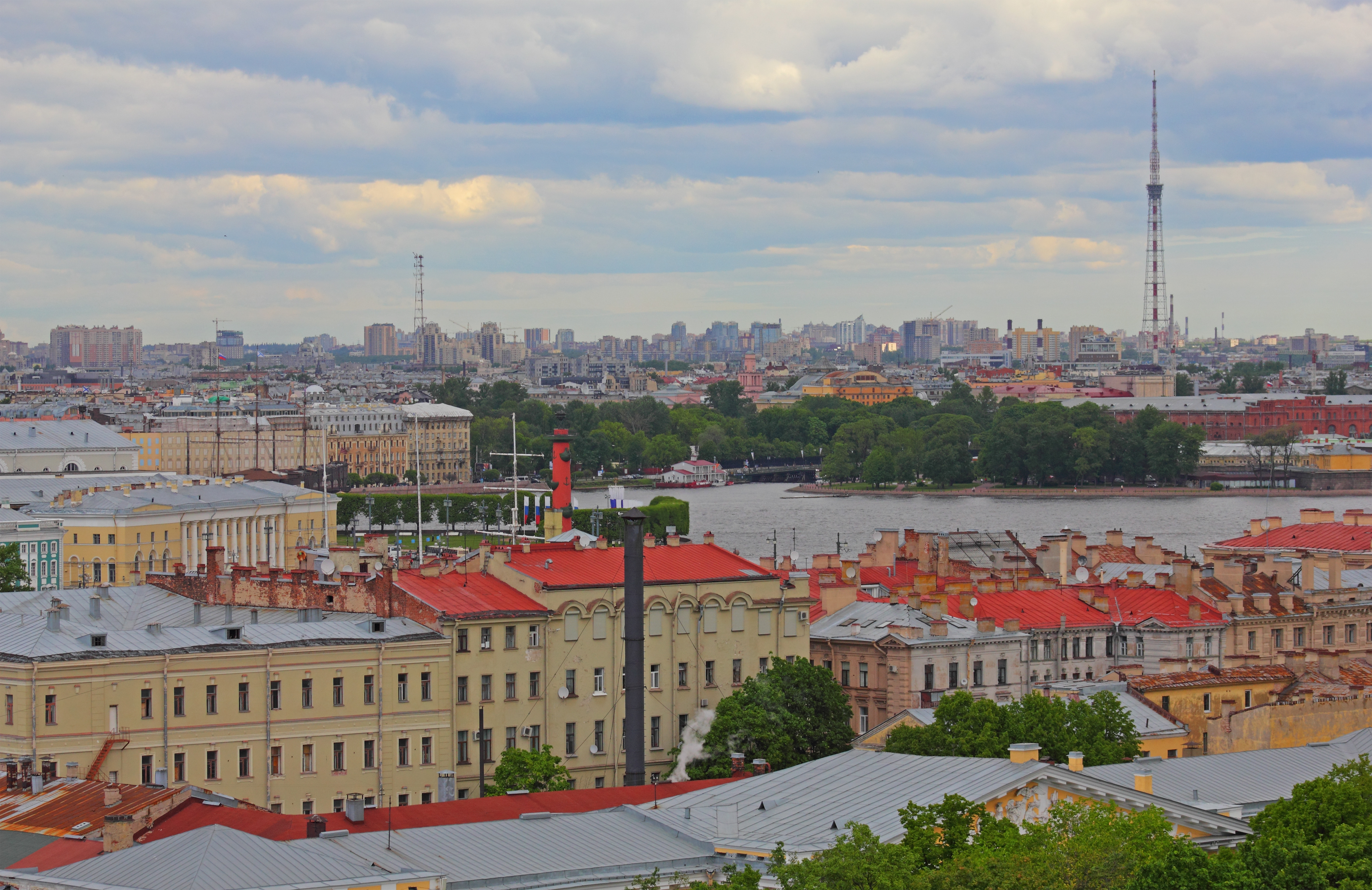
Вид с колоннады Исаакиевского собора
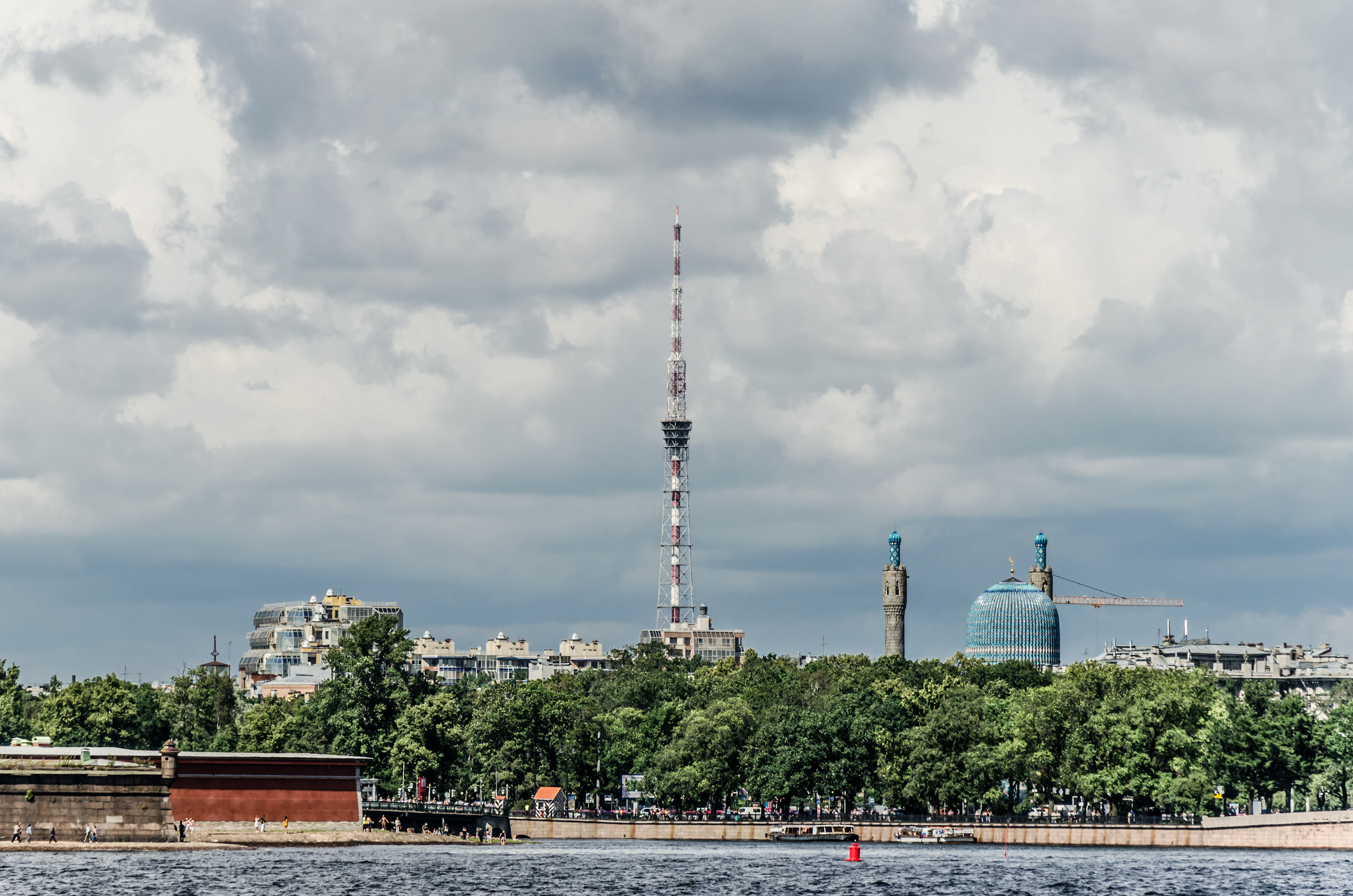
Вид с Дворцовой набережной

### Архитектура
Телебашня имеет ферменную конструкцию. Её основу составляет фермный ствол, состоящий из трёх сужащихся кверху усечённых пирамид, сваренных из полых стальных стержней, внутри которого установлена бетонная шахта, раскрашенная в красные и белые полосы. В шахте установлены два скоростных лифта. На вершине ствола, на отметке 187 м, установлен трёхуровневый остеклённый фонарь на металлическом каркасе, имеющий форму сужающейся к низу усечённой пирамиды, нижние два уровня которого пустуют и изначально предназначены для экскурсантов, а верхний занят машинными отделениями лифтов и различным оборудованием для трансляции. На крыше фонаря, на отметке 200 м — антенная мачта, имевшая первоначально высоту 116 метров, после установки новой антенны в 1986 году уменьшившаяся до 110 м, а в 2011 году, после очередной замены антенны, достигшая высоты в 126 м.
Есть мнение, что Ленинградская телебашня стала первой телебашней, построенной в СССР, поскольку до того в стране строились только телевышки.

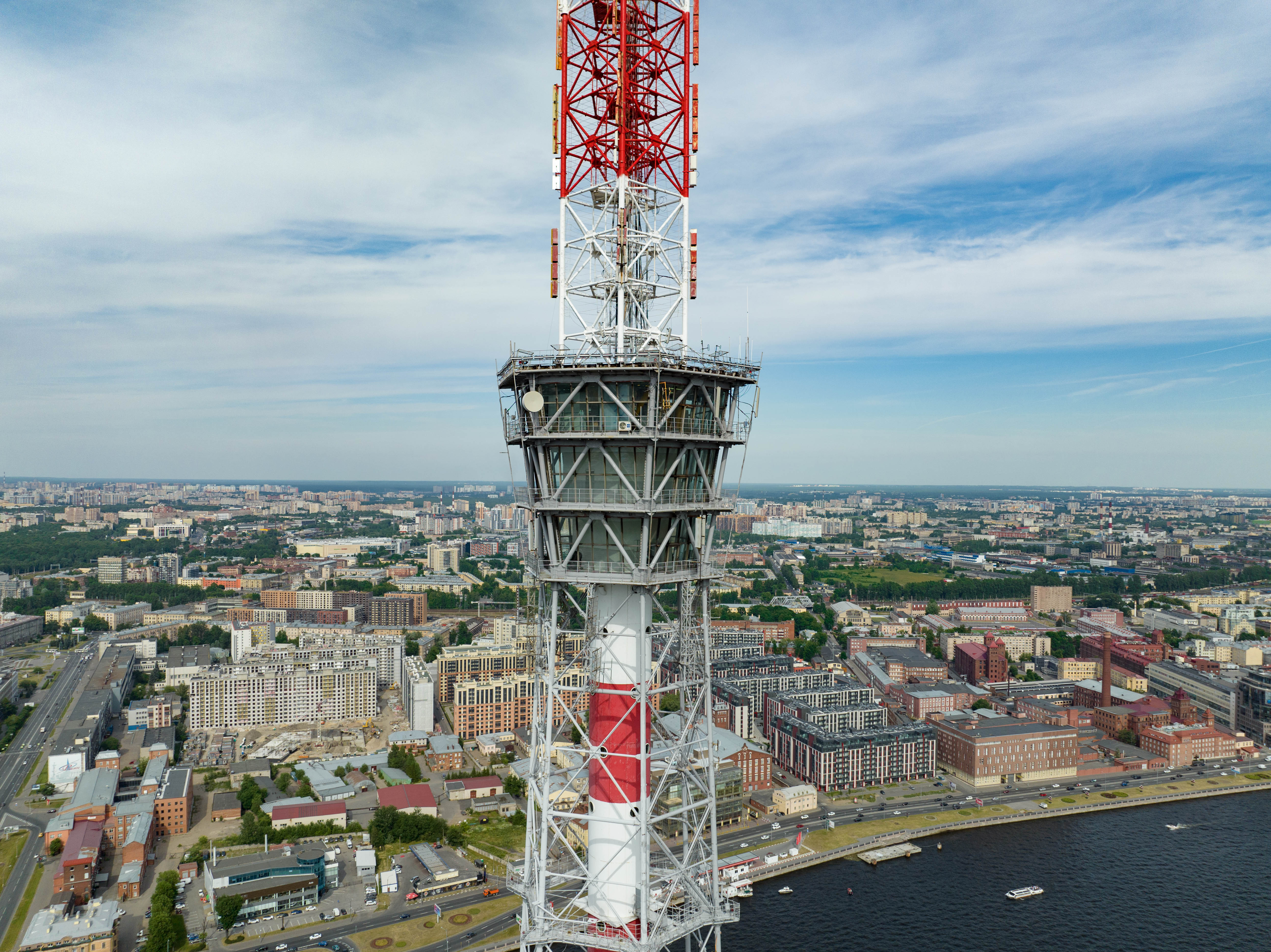
«Рюмка»
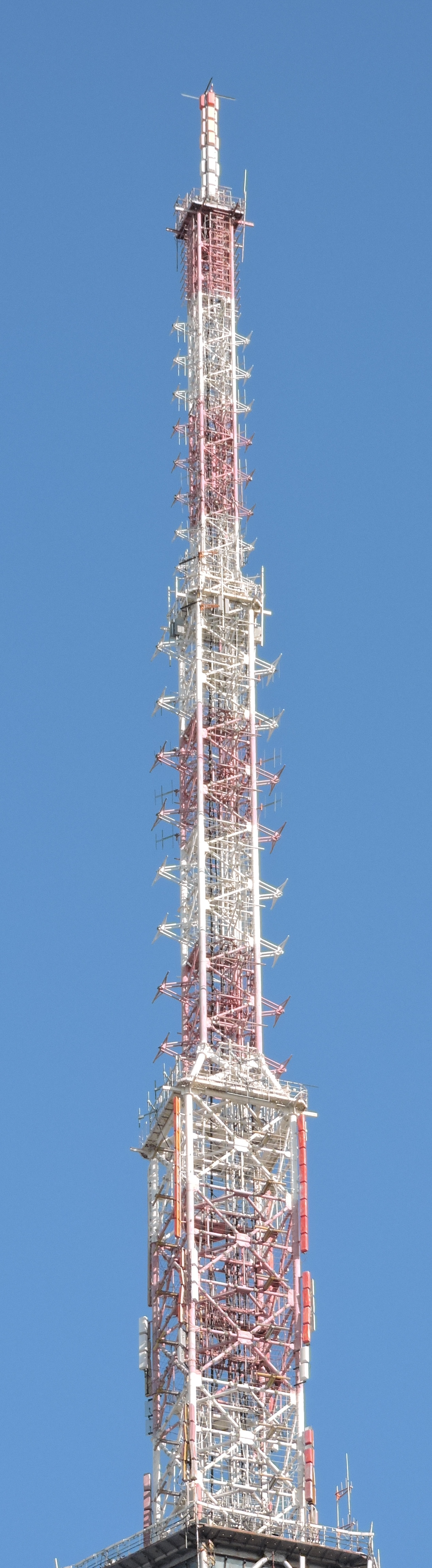
Турникетная антенна телебашни
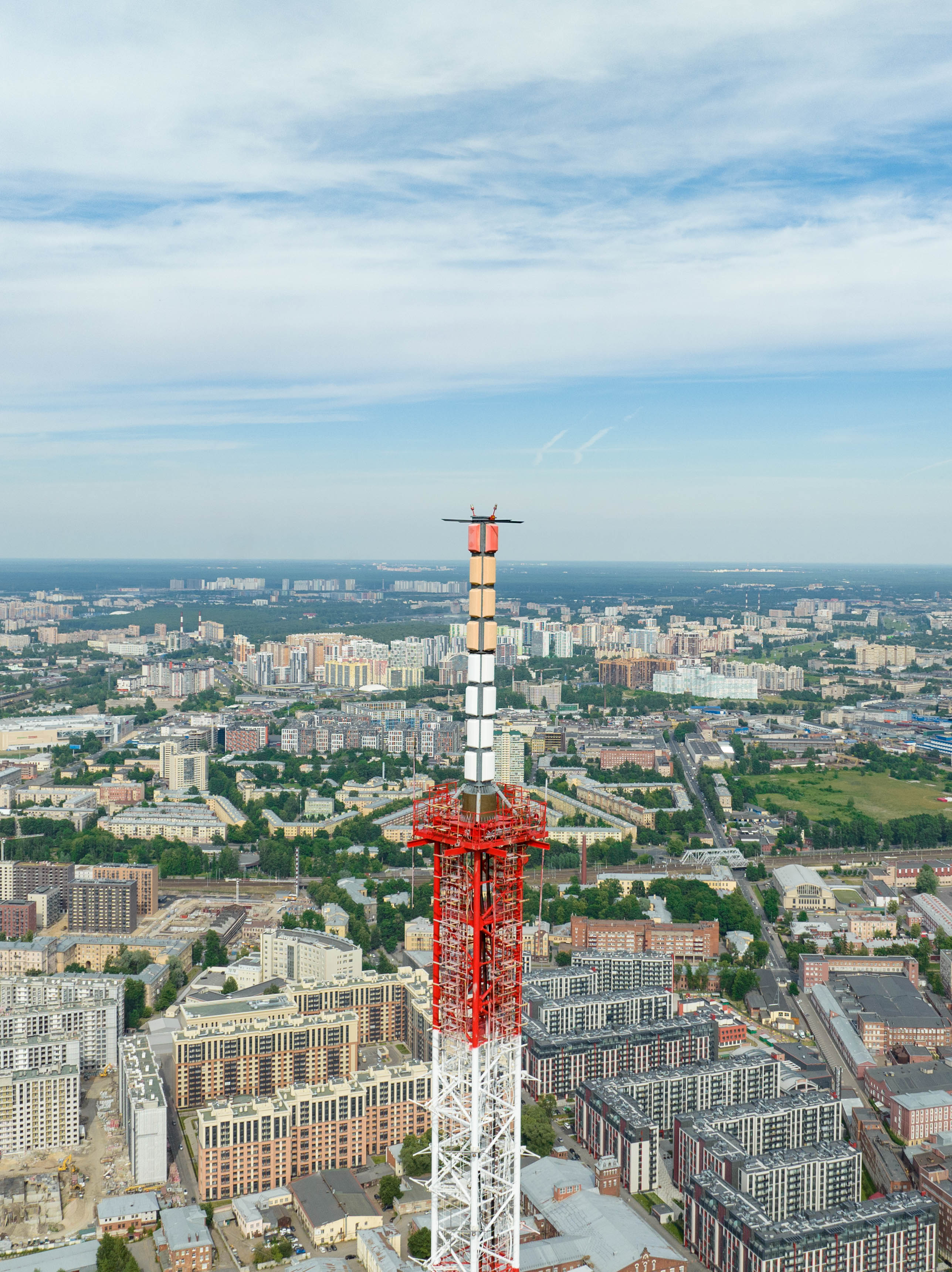
ДМВ-антенна (шпиль) телебашни